# Vladimír Weiss (1939)
Vladimír Weiss (21. září 1939 Vrútky – 23. dubna 2018) byl slovenský fotbalový obránce a reprezentant Československa. Jeho syn je fotbalista Vladimír Weiss (1964) a vnuk fotbalista Vladimír Weiss (1989).

## Fotbalová kariéra
Získal stříbrnou medaili na OH 1964 v Tokiu. V československé reprezentaci nastoupil v letech 1964–1965 ve 3 utkáních, dvakrát nastoupil i v juniorských výběrech do 23 let. Hrál za ČH/Inter Bratislava (1958–1969). V Poháru mistrů evropských zemí nastoupil ve 4 utkáních.
Začínal v Lokomotívě Vrútky.

## Zajímavost
V kvalifikačním utkání pro mistrovství světa 1966 s Portugalskem přes něj vedl Eusébio většinu portugalských útoků. I když hrálo Portugalsko po zranění Fernanda Mendese od druhé minuty o deseti, dal ve 20. minutě Eusébio z těžkého úhlu gól. Ve 42. minutě odpískal rozhodčí za faul na Kvašňáka penaltu. Před zápasem byli na zahrání případné penalty určeni Popluhár, Kvašňák a Pospíchal. Míč si ale o své vůli vzal Weiss, který se podepsal na gólu Eusébia, jeho slabou střelu brankář chytil a Československo nepostoupilo na mistrovství světa.

## Ligová bilance
| Ročník                                   | Zápasy | Góly | Klub                |
| ---------------------------------------- | ------ | ---- | ------------------- |
| 1. československá fotbalová liga 1958/59 | 13     | 0    | ČH Bratislava       |
| 1. československá fotbalová liga 1959/60 | 24     | 1    | ČH Bratislava       |
| 1. československá fotbalová liga 1960/61 | 24     | 0    | ČH Bratislava       |
| 1. československá fotbalová liga 1961/62 | 26     | 0    | ČH Bratislava       |
| 1. československá fotbalová liga 1962/63 | 22     | 0    | Slovnaft Bratislava |
| 1. československá fotbalová liga 1963/64 | 26     | 1    | Slovnaft Bratislava |
| 1. československá fotbalová liga 1964/65 | 23     | 0    | Slovnaft Bratislava |
| 1. československá fotbalová liga 1965/66 | 24     | 1    | Inter Bratislava    |
| 1. československá fotbalová liga 1966/67 | 25     | 2    | Inter Bratislava    |
| 1. československá fotbalová liga 1967/68 | 25     | 2    | Slovnaft Bratislava |
| 1. československá fotbalová liga 1968/69 | 6      | 0    | Inter Bratislava    |
| CELKEM 1. liga                           | 238    | 7    |                     |